# Nombre de Karlovitz
En combustió, el nombre de Karlovitz és el ratio entre l'escala temporal química {\displaystyle t_{F}} i l'escala temporal de Kolmogorov {\displaystyle t_{\eta }}, que duu el nom de Béla Karlovitz. El nombre de Karlovitz es denota com:
{\displaystyle \mathrm {Ka} ={\frac {t_{F}}{t_{\eta }}}}.
En combustió turbulenta premesclada, l'escala temporal química pot ser definida com {\displaystyle t_{F}=D_{T}/S_{L}^{2}}, on {\displaystyle D_{T}} is la difusivitat tèrmica i {\displaystyle S_{L}} és la velocitat de la flama laminar i el gruix ve donat per {\displaystyle \delta _{L}=D_{T}/S_{L}}, en tal cas:
{\displaystyle \mathrm {Ka} ={\frac {\delta _{L}^{2}}{\eta ^{2}}}}
on {\displaystyle \eta } és l'escala de Kolmogorov. El nombre de Karlovitz està relacionat amb el nombre de Damköhler com:
{\displaystyle \mathrm {Ka} ={\frac {1}{\mathrm {Da} }}}
si el nombre de Damköhler està definit amb l'escala de Kolmogorov.

## Criteri de Klimov-Williams
En combustió turbulent presclada, el criteri de Klimov-Williams o límit de Klimov-Williams és la condició en què {\displaystyle \mathrm {Ka} =1}, que duu el nom d'A.M. Klimov i Forman A. Williams. Quan {\displaystyle \mathrm {Ka} <1}, el gruix de la flama és més petit que l'escala de Kolmogorov, llavors la velocitat de crema de la flama no es veu afectada pel camp turbulent. Aquí, la velocitat de crema ve donada per la velocitat de flama laminar i aquestes flames s'anomenen arrugades o corrugades, depenent de la intensitat de la turbulència. Quan {\displaystyle \mathrm {Ka} >1}, el transport turbulent penetra en la zona de pre-escalfament de la flama o fins i tot en la zona reactiva-difusiva (en flames distribuïdes).